# Craigsville (Virgínia de l'Oest)
Craigsville és una concentració de població designada pel cens dels Estats Units a l'estat de Virgínia de l'Oest. Segons el cens del 2000 tenia 2.204 habitants.

## Demografia
Segons el cens del 2000, Craigsville tenia 2.204 habitants, 920 habitatges, i 655 famílies. La densitat de població era de 140,7 habitants per km².
Dels 920 habitatges en un 30,3% hi vivien nens de menys de 18 anys, en un 58% hi vivien parelles casades, en un 11% dones solteres, i en un 28,7% no eren unitats familiars. En el 25,9% dels habitatges hi vivien persones soles el 13,3% de les quals corresponia a persones de 65 anys o més que vivien soles. El nombre mitjà de persones vivint en cada habitatge era de 2,4 i el nombre mitjà de persones que vivien en cada família era de 2,86.
Per edats la població es repartia de la següent manera: un 24,1% tenia menys de 18 anys, un 8,2% entre 18 i 24, un 26,1% entre 25 i 44, un 25,7% de 45 a 60 i un 15,9% 65 anys o més.
L'edat mediana era de 39 anys. Per cada 100 dones de 18 o més anys hi havia 86,9 homes.
La renda mediana per habitatge era de 24.631 $ i la renda mediana per família de 30.612 $. Els homes tenien una renda mediana de 28.606 $ mentre que les dones 18.150 $. La renda per capita de la població era de 13.233 $. Entorn del 15,4% de les famílies i el 19,8% de la població estaven per davall del llindar de pobresa.

## Poblacions més properes
El següent diagrama mostra les poblacions més properes.